# 2024年世界水泳選手権エリトリア選手団
2024年世界水泳選手権エリトリア選手団は、2024年2月2日から2月18日までカタールのドーハで開催された第21回世界水泳選手権のエリトリア選手団、およびその競技結果。

## 選手団
- 人員: 選手 2人

## 選手名簿・結果
| 選手                   | 種目               | 予選      | 予選 | 準決勝   | 準決勝   | 決勝     | 決勝     |
| 選手                   | 種目               | 結果      | 順位 | 結果     | 順位     | 結果     | 順位     |
| ---------------------- | ------------------ | --------- | ---- | -------- | -------- | -------- | -------- |
| アーロン・オウス       | 男子50m自由形      | 25秒66    | 84位 | 予選敗退 | 予選敗退 | 予選敗退 | 予選敗退 |
| アーロン・オウス       | 男子100mバタフライ | 1分05秒63 | 65位 | 予選敗退 | 予選敗退 | 予選敗退 | 予選敗退 |
| クリスティーナ・ラック | 女子50m自由形      | 28秒08    | 66位 | 予選敗退 | 予選敗退 | 予選敗退 | 予選敗退 |
| クリスティーナ・ラック | 女子100m自由形     | 1分01秒64 | 54位 | 予選敗退 | 予選敗退 | 予選敗退 | 予選敗退 |